# متحف ماليندي
متحف ماليندي هو متحف يقع في ماليندي، كينيا. يشرف على أربعة مواقع تراثية رئيسية: عمود فاسكو دا جاما، والكنيسة البرتغالية، وبيت الأعمدة ومتحف مجمع التراث.

## التاريخ
في عام 1991، شُكلت جمعية متحف ماليندي لدعم سياسة المتاحف الوطنية في كينيا للحصول على مبنى تاريخي في ماليندي يمكن تحويله إلى متحف.
افتتح أول مبنى متحفي في ماليندي في عام 2004، ويقع في مبنى من طابقين يعود تاريخه إلى عام 1891 يُعرف باسم بيت الأعمدة. تم بناء المبنى من قبل عبد الحسين غلام حسين.
باع مجتمع البهرة المبنى مقابل 2000 جنيه إسترليني. عمل المبنى كمركز تجاري هندي منذ إنشائه في عام 1891. تم استخدام المبنى الذي يضم المتحف كأول مستشفى محلي في ماليندي. يوجد على الواجهة الشرقية رواق يضم خمسة أعمدة مستديرة. خدم المبنى كمستشفى ومقر لقسم الثروة السمكية.
في عام 1991، تم إعلانه نصبًا تذكاريًا وطنيًا. في عام 1999 تم نقل بيت الأعمدة إلى المتحف الوطني في كينيا وتم افتتاح ترميمه في عام 2004 كمتحف.
في عام 2013، استحوذ متحف ماليندي على مجموعة ثانية من المباني: المكاتب السابقة لمفوض المنطقة، على بُعد حوالي 300 متر شمال غرب طريق سيلفرساند.
يُعرف هذا الآن باسم مجمع تراث متحف ماليندي، ويضم المبنى الرئيسي المجموعات الإثنوغرافية. يتولى متحف ماليندي أيضًا مسؤولية موقعين تراثيين آخرين في المدينة: عمود فاسكو دا جاما والكنيسة البرتغالية.

## المجموعات
يحتوي متحف مجمع التراث على العديد من القطع الأثرية التاريخية من ماليندي. يحتوي المتحف على معروضات تحتوي على أشياء تقليدية مثل الآلات الموسيقية والأدوات والأزياء. في القسم الإثنوغرافي، يحتوي المتحف على العديد من القطع الأثرية لشعوب ميجيكيندا وهم مجموعات عرقية تسكن الساحل الكيني، بما في ذلك الطواطم الخشبية، بالإضافة إلى القطع الأثرية القديمة التي تنتمي إلى العرب الذين استقروا في ماليندي. بالإضافة إلى ذلك، يتميز المتحف بتحف أثرية من مجتمعات أخرى تسكن الساحل الكيني، بالإضافة إلى أشياء من الحضارة السواحيلية. يتميز المتحف بمعروضات حول أنواع الأسماك وتاريخ ماليندي.
يضم بيت الأعمدة معروضات مؤقتة بما في ذلك سمكة ماليندي السيلكانث الشهيرة. ويحتوي المتحف أيضًا على قطع أثرية متعلقة بالمستكشف فاسكو دا جاما.
يحتوي بيت الأعمدة على معروضات من الفترة البرتغالية في المنطقة الساحلية بكينيا، بالإضافة إلى صور لبعض المواقع الأثرية في البلاد. بالإضافة إلى ذلك، يمتلك المتحف مكتبة ويب التذكارية التي تحتوي على كتب عن تاريخ وثقافة الساحل الكيني.

## إمكانية الوصول
تشمل التذكرة الواحدة حاليًا (2023) المواقع الأربعة التابعة لمتحف ماليندي، وهي: عمود فاسكو دا جاما، والكنيسة البرتغالية، وبيت الأعمدة ومجمع ماليندي التراثي.